# Israel al Festival de la Cançó d'Eurovisió
Israel ha participat en el Festival de la Cançó d'Eurovisió des del seu debut en 1973. Encara que no sigui geogràficament a Europa, Israel participa en el festival per ser membre actiu de la Unió Europa de Radiodifusió.

## Història
Israel ha guanyat Eurovisió en quatre ocasions. Izhar Cohen i Alphabeta van guanyar en 1978 amb l'èxit «A-ba-ni-bi». L'any següent van tornar a vèncer, a Jerusalem, amb la cançó «Hallelujah», interpretada per Gali Atari & Milk and Honey. La tercera victòria va ser en 1998, quan Dana International va representar el país amb la cançó «Diva», qui va provocar la ira de molts jueus ortodoxos al seu país natal per la seva condició de transsexual i, a més, va suposar un gran ressò mediàtic aprofitat pel sector més liberal d'Israel en favor de la llibertat i els drets de gais, lesbianes, transsexuals i bisexuals. Vint anys després, la cantant Netta va guanyar a Lisboa el Festival de la Cançó d'Eurovisió 2018, amb el tema «Toy».
Les cançons amb les quals Israel ha guanyat el festival van tenir un important èxit, però també algunes de les estrelles més conegudes del país han acudit al festival, com Ofra Haza i Noa.
En algunes ocasions, Israel ha presentat cançons amb missatges pacifistes. En 2009, Noa va ser acompanyada d'una cantant de procedència àrab, Mira Awad, amb el tema «There must be another way». L'any 2000, el grup Ping-Pong va treure banderes d'Israel i Síria i van cridar «Peace, peace!» en finalitzar la seva actuació. Durant un temps, es va afirmar que la cantant Ilanit va realitzar la seva actuació al festival de 1973, en el qual aquest país debutava, amb armilla antibales (un any després dels successos de l'Olimpíada de Múnic 1972), a causa de l'engruixat del seu vestit.
En 2015, Israel aconseguí passar de nou a la final, després de cinc anys sense fer-ho, amb la cançó «Golden Boy», de Nadav Guedj.
A més, Israel, juntament amb Espanya, Luxemburg, Irlanda i Suïssa són els únics països que han guanyat el festival mentre han sigut amfitrions.
En 21 ocasions, Israel ha aconseguit estar dins del TOP-10 de la final.

## Polèmica per la participació en el Festival de 2024
- Amb motiu de la Guerra Israel-Gaza més de mil músics finesos van demanar que es prohibís la participació d'Israel o que en cas contrari Finlàndia no hi participés.[5] També des d'Islàndia, l'Associació de Compositors i Lletristes islandesa va demanar a la televisió pública que es retiraràs si Israel hi participava.[6]
- Com a país amfitrió, Suècia va demanar que es prohibís també la participació del país israelià: Una mica més de mil artistes suecs, antics concursants i estrelles del pop van signar una carta oberta contra la participació d'Israel a l'esdeveniment.[7] El participant britànic i el participant francès es van mostrar contraris a la participació d'Israel.[8][9] Partits polítics irlandesos i espanyols també s'han mostrat en contra de la participació de l'estat hebreu.[10][11]
- El 22 de febrer, la Unió Europea de Radiodifusió (UER) va rebutjar la lletra de la cançó, October Rain, proposada per Israel, en considerar-la massa política i va amenaçar de desqualificar el país si no la modificava, mentre la Corporació de Radiodifusió Israeliana (Kan) es va negar a fer tal cosa. Posteriorment, els israelians van presentar com a alternativa la cançó Dance Forever, segona classificada en la preselecció, que també va ser rebutjada per la UER pels mateixos motius.[12][13][14] Hurricane, la tercera opció de la Kan, va rebre el vist-i-plau de l'organització el dia 7 de març.[15][16]
- Eric Saade (representant de Suècia a Dusseldörf 2011 amb ascendència palestina) va ser convidat a actuar en la primera semifinal. Ell va voler mostrar el seu suport a Palestina amb un mocador palestí nugat a la monyica durant l'actuació.[17][18][19] Posteriorment, la UER va comunicar que no es permetien mostrar símbols polítics, la qual cosa Saade va qualificar de «racisme».[20][21] La UER va decidir no publicar l'actuació de Saade a Internet.[22][23]
- Mustii, candidatura belga de la radiotelevisió fracòfona, va portar escrit al braç la paraula pau en anglès.[24][25][26] Mentre que els sindicats de treballadores de la cadena pública flamenca VRT, com a protesta, van tallar l'emissió durant l'actuació d'Israel mostrant el següent comunicat:[26][27][25][28]«Condemnem les violacions dels drets humans per part de l'estat d'Israel a Gaza. Israel està destrossant la llibertat de premsa. Per això interrompem temporalment l'emissió.»
- L'artista participant per Irlanda, Bambie Thug, amb maquillatge a la cara i les cames portava originalment escrites, fent ús de l'escriptura ogàmica, les paraules ceasefire (alto al foc), free Palestine (Palestina lliure) i Crown The Witch (coroneu a la bruixa). Però la UER va ordenar a l'artista a eliminar aquests missatges.[29][30][31] En una roda de premsa posterior a les semifinals de l'edició, l'artista va expressar: «Era molt important per a mi perquè estic a favor de la justícia i a favor de la pau. Desafortunadament, avui he hagut de canviar els missatges i portar escrit només “coroneu a la bruixa” per ordre de la UER.».[32][30]
- Un periodista espanyol va cridar «free Palestine» (palestina lliure, en anglès) durant l'assaig d'Israel i, segons relata ell mateix, diversos periodistes de la delegació d'Israel van acudir a increpar-lo.[33][34] Arran d'açò, la radiotelevisió pública estatal d'Espanya va emetre també un comunicat afirmant la posició de la delegació espanyola a favor de la llibertat de premsa i reclamant a la UER que vetlara per ella.[35][36]
- A Malmö, durant les setmanes del concurs, es van produir diverses protestes propalestina; fins i tot, encapçalades per l'activista Greta Thunberg, filla de Malena Ernman qui representar Suècia en el concurs el 2009. Thunberg exhibia pancartes on es llegia Welcome to Genocide Song Contest (benvinguts al Festival de la Cançó del Genocidi).[37][38]
- Les representants de Grècia, Irlanda i Suïssa no van participar en la desfilada de banderes el dia de la final.[39]
- El dia de la final, 11 de maig, després dels comentaris fets pels comentaristes de la televisió israeliana Corporació de Radiodifusió Israeliana durant l'actuació d'Irlanda en la semifinal, l'artista Bambie Thug va expressar que estava enfadada per les decisions que la UER estava prenent: «Estic enfadada amb altres equips que incompleixen les normes [de la UER] i encara se'ls permet participar.».[39]
- A la gala final, la representant de Portugal, Iolanda, va exhibir unes ungles amb motius palestins, com el d'una kufia o d'un meló d'aigua,[40] aquest últim usat per a referenciar la bandera de Palestina en contextos en què no es permet exhibir-la.[41][42] Com a conseqüència d'això, la UER no va publicar a Internet l'actuació completa de la final, sinó la de la semifinal.[40]

## Participacions
Llegenda
| Any                         | Seu         | Artista                           | Cançó                       | Final                | Punts                | Semifinal                   | Punts                       |
| --------------------------- | ----------- | --------------------------------- | --------------------------- | -------------------- | -------------------- | --------------------------- | --------------------------- |
| 1973                        | Luxemburg   | Ilanit                            | «Ey Sham»                   | 4                    | 97                   | No va haver-hi semifinals   | No va haver-hi semifinals   |
| 1974                        | Brighton    | Kaveret                           | «Natati La Khayay»          | 7                    | 11                   | No va haver-hi semifinals   | No va haver-hi semifinals   |
| 1975                        | Estocolm    | Shlomo Artzi                      | «At Va'Ani»                 | 11                   | 40                   | No va haver-hi semifinals   | No va haver-hi semifinals   |
| 1976                        | La Haia     | Chocolat, Menta, Mastik           | «Emor Shalom»               | 6                    | 77                   | No va haver-hi semifinals   | No va haver-hi semifinals   |
| 1977                        | Londres     | Ilanit                            | «Ahava Hi Shir Lishnayim»   | 11                   | 49                   | No va haver-hi semifinals   | No va haver-hi semifinals   |
| 1978                        | París       | Izhar Cohen & the Alphabeta       | «A-ba-ni-bi»                | 1                    | 157                  | No va haver-hi semifinals   | No va haver-hi semifinals   |
| 1979                        | Jerusalem   | Gali Atari i Milk and Honey       | «Hallelujah»                | 1                    | 125                  | No va haver-hi semifinals   | No va haver-hi semifinals   |
| 1980                        | La Haia     | Haajim vehaajiyot                 | «Pizmon Chozer»             | Retirat              | Retirat              | Retirat                     | Retirat                     |
| 1981                        | Dublín      | Hakol Over Habibi                 | «Halayla»                   | 7                    | 56                   | No va haver-hi semifinals   | No va haver-hi semifinals   |
| 1982                        | Harrogate   | Avi Toledano                      | «Hora»                      | 2                    | 100                  | No va haver-hi semifinals   | No va haver-hi semifinals   |
| 1983                        | Múnic       | Ofra Haza                         | «Hi»                        | 2                    | 136                  | No va haver-hi semifinals   | No va haver-hi semifinals   |
| 1984                        | Luxemburg   | Ilanit                            | «Balalaika»                 | Retirat              | Retirat              | Retirat                     | Retirat                     |
| 1985                        | Göteborg    | Izhar Cohen                       | «Olé, Olé»                  | 5                    | 93                   | No va haver-hi semifinals   | No va haver-hi semifinals   |
| 1986                        | Bergen      | Moti Giladi & Sarai Tzuriel       | «Yavo Yom»                  | 19                   | 7                    | No va haver-hi semifinals   | No va haver-hi semifinals   |
| 1987                        | Brussel·les | Datner & Kushnir                  | «Shir Habatlanim»           | 8                    | 73                   | No va haver-hi semifinals   | No va haver-hi semifinals   |
| 1988                        | Dublín      | Yardena Arazi                     | «Ben Adam»                  | 7                    | 85                   | No va haver-hi semifinals   | No va haver-hi semifinals   |
| 1989                        | Lausana     | Gili & Galit                      | «Derekh Hamelekh»           | 12                   | 50                   | No va haver-hi semifinals   | No va haver-hi semifinals   |
| 1990                        | Zagreb      | Rita                              | «Shara Barkhovot»           | 18                   | 16                   | No va haver-hi semifinals   | No va haver-hi semifinals   |
| 1991                        | Roma        | Duo Datz                          | «Kan»                       | 3                    | 139                  | No va haver-hi semifinals   | No va haver-hi semifinals   |
| 1992                        | Malmö       | Dafna Dekel                       | «Ze Rak Sport»              | 6                    | 85                   | No va haver-hi semifinals   | No va haver-hi semifinals   |
| 1993                        | Millstreet  | Sarah'li Sharon & The Shiru Group | «Shiru»                     | 24                   | 4                    | Kvalifikacija za Millstreet | Kvalifikacija za Millstreet |
| No hi va participar en 1994 |             |                                   |                             |                      |                      |                             |                             |
| 1995                        | Dublín      | Liora                             | «Amen»                      | 8                    | 81                   | No va haver-hi semifinals   | No va haver-hi semifinals   |
| 1996                        | Oslo        | Galit Bell                        | «Shalom Olam»               | No es va classificar | No es va classificar | 28                          | 12                          |
| No hi va participar en 1997 |             |                                   |                             |                      |                      |                             |                             |
| 1998                        | Birmingham  | Dana International                | «Diva»                      | 1                    | 172                  | No va haver-hi semifinals   | No va haver-hi semifinals   |
| 1999                        | Jerusalem   | Eden                              | «Yom Huledet»               | 5                    | 93                   | No va haver-hi semifinals   | No va haver-hi semifinals   |
| 2000                        | Estocolm    | PingPong                          | «Sameyach»                  | 22                   | 7                    | No va haver-hi semifinals   | No va haver-hi semifinals   |
| 2001                        | Copenhaguen | Tal Sondak                        | «En Davar»                  | 16                   | 25                   | No va haver-hi semifinals   | No va haver-hi semifinals   |
| 2002                        | Tallinn     | Sarit Hadad                       | «Nadlik Beyakhad Ner»       | 12                   | 37                   | No va haver-hi semifinals   | No va haver-hi semifinals   |
| 2003                        | Riga        | Lior Narkis                       | «Milim La'Ahava»            | 19                   | 17                   | No va haver-hi semifinals   | No va haver-hi semifinals   |
| 2004                        | Istanbul    | David D'Or                        | «Leha'amin»                 | No es va classificar | No es va classificar | 12                          | 57                          |
| 2005                        | Kíev        | Shiri Maimon                      | «HaSheket Shenish'ar»       | 4                    | 154                  | 7                           | 158                         |
| 2006                        | Atenes      | Eddie Butler                      | «Together We Are One»       | 23                   | 4                    | Top 11 de l'any anterior    | Top 11 de l'any anterior    |
| 2007                        | Hèlsinki    | Teapacks                          | «Push the Button»           | No es va classificar | No es va classificar | 24                          | 17                          |
| 2008                        | Belgrad     | Boaz Mauda                        | «The Fire In Your Eyes»     | 9                    | 124                  | 5                           | 104                         |
| 2009                        | Moscou      | Noa & Mira Awad                   | «There Must Be Another Way» | 16                   | 53                   | 7                           | 75                          |
| 2010                        | Oslo        | Harel Skaat                       | «Milim»                     | 14                   | 71                   | 8                           | 71                          |
| 2011                        | Düsseldorf  | Dana International                | «Ding Dong»                 | No es va classificar | No es va classificar | 15                          | 38                          |
| 2012                        | Bakú        | Izabo                             | «Time»                      | No es va classificar | No es va classificar | 13                          | 33                          |
| 2013                        | Malmö       | Moran Mazor                       | «Rak bishvilo»              | No es va classificar | No es va classificar | 14                          | 40                          |
| 2014                        | Copenhaguen | Mei Finegold                      | «Same heart»                | No es va classificar | No es va classificar | 14                          | 19                          |
| 2015                        | Viena       | Nadav Guedj                       | «Golden Boy»                | 9                    | 97                   | 3                           | 151                         |
| 2016                        | Estocolm    | Hovi Star                         | «Made of Stars»             | 14                   | 135                  | 7                           | 147                         |
| 2017                        | Kíev        | Imri Ziv                          | «I Feel Alive»              | 23                   | 39                   | 3                           | 207                         |
| 2018                        | Lisboa      | Netta                             | «Toy»                       | 1                    | 529                  | 1                           | 283                         |
| 2019                        | Tel-Aviv    | Kobi Marimi                       | «Home»                      | 23                   | 35                   | País amfitrió               | País amfitrió               |
| 2020                        | Rotterdam   | Eden Alene                        | «Feker Libi»                | Festival cancel·lat  | Festival cancel·lat  | Festival cancel·lat         | Festival cancel·lat         |
| 2021                        | Rotterdam   | Eden Alene                        | «Set Me Free»               | 17                   | 93                   | 5                           | 192                         |
| 2022                        | Torí        | Michael Ben David                 | «I.M»                       | No es va classificar | No es va classificar | 13                          | 61                          |
| 2023                        | Liverpool   | Noa Kirel                         | «Unicorn»                   | 3                    | 362                  | 3                           | 127                         |
| 2024                        | Malmö       | Eden Golan                        | «Hurricane»                 | 5                    | 375                  | 1                           | 194                         |
| 2025                        | Basilea     | Yuval Raphael                     | «New day will rise»         | 2                    | 357                  | 1                           | 203                         |
| 2026                        |             |                                   |                             |                      |                      |                             |                             |

## Festivals organitzats a Israel
| Edició                                | Ciutat seu | Localització                                     | Presentandors                                 |
| ------------------------------------- | ---------- | ------------------------------------------------ | --------------------------------------------- |
| Festival de la Cançó d'Eurovisió 1979 | Jerusalem  | Centre Internacional de Convencions de Jerusalem | Yardena Arazi i Daniel Pe'er                  |
| Festival de la Cançó d'Eurovisió 1999 | Jerusalem  | Centre Internacional de Convencions de Jerusalem | Dafna Dekel, Sigal Shachamon i Yigal Ravid    |
| Festival de la Cançó d'Eurovisió 2019 | Tel-Aviv   | Expo Tel-Aviv                                    | Assi Azar, Bar Refaeli, Erez Tal i Lucy Ayoub |

## Galeria d'imatges

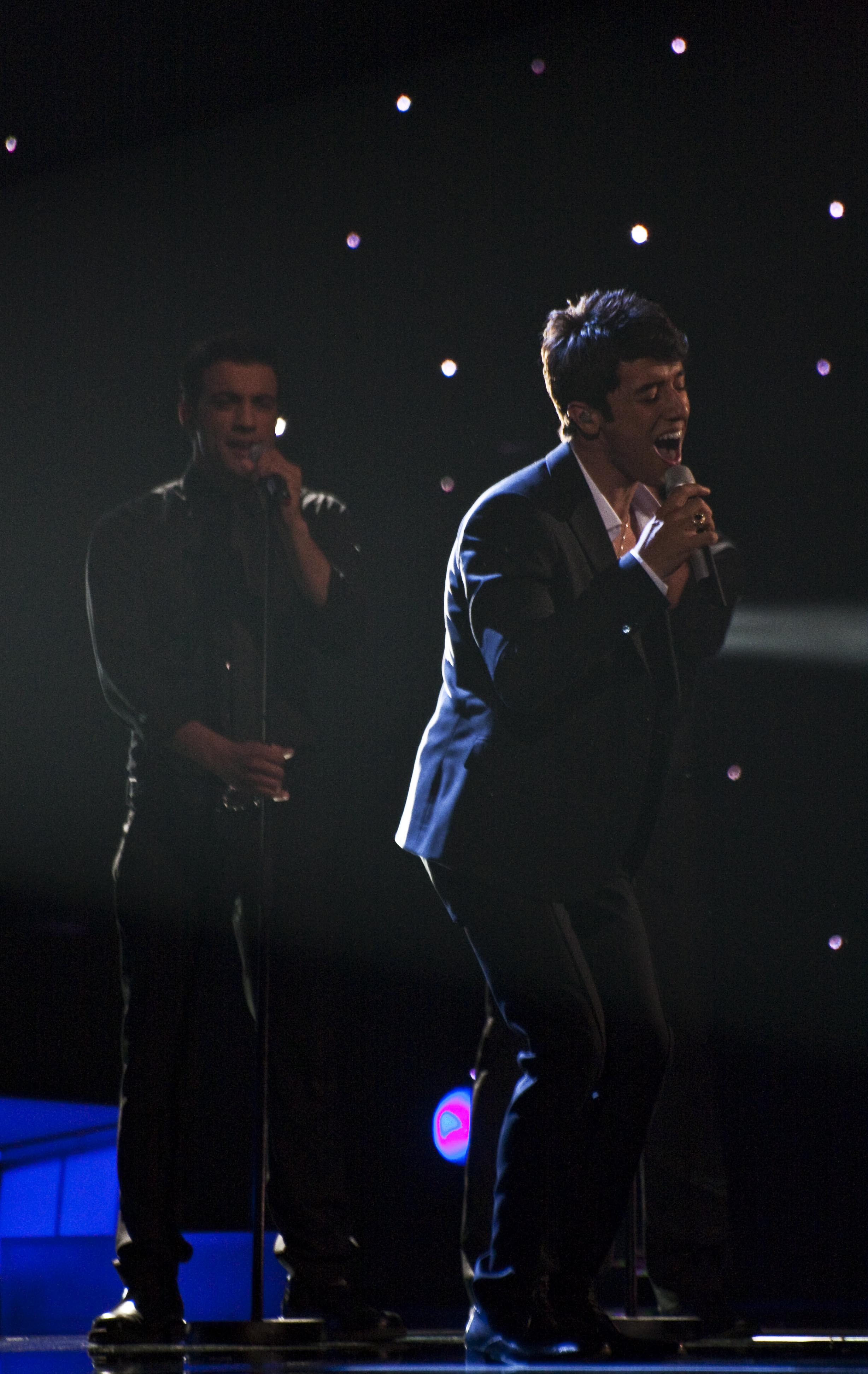
Harel Skaat a Oslo (2010)
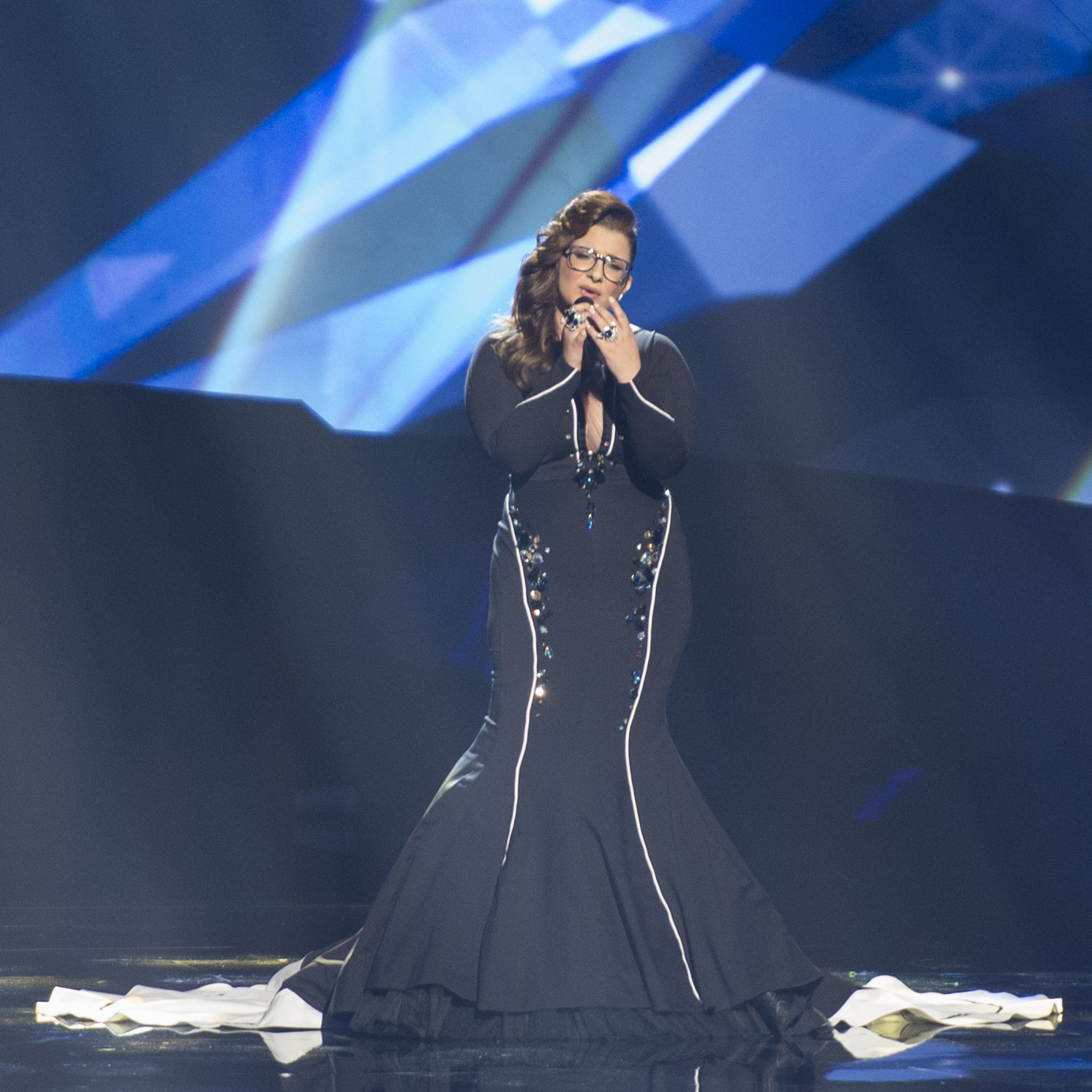
Moran Mazor a Malmö (2013)
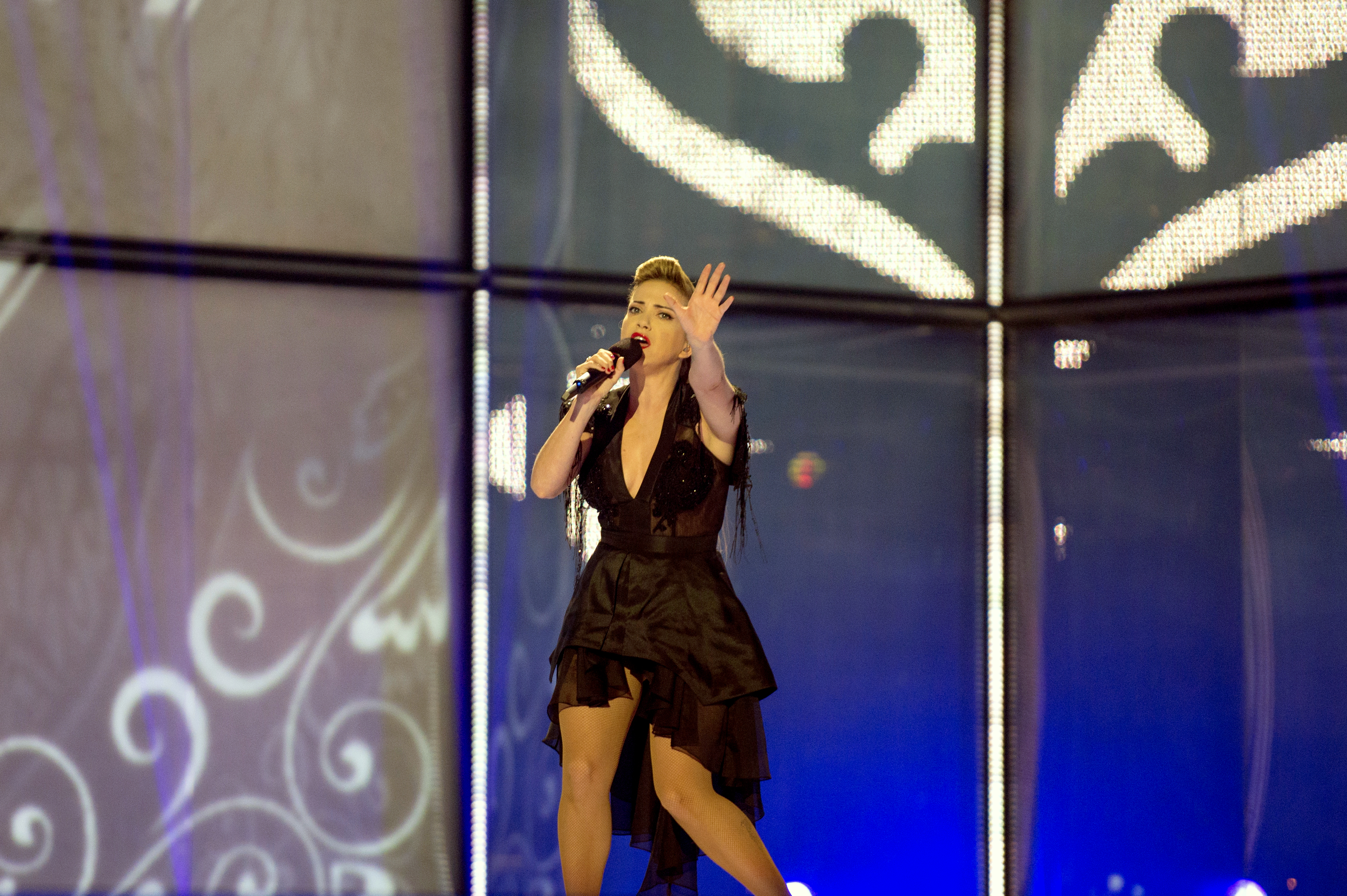
Mei Finegold a Copenhaguen (2014)
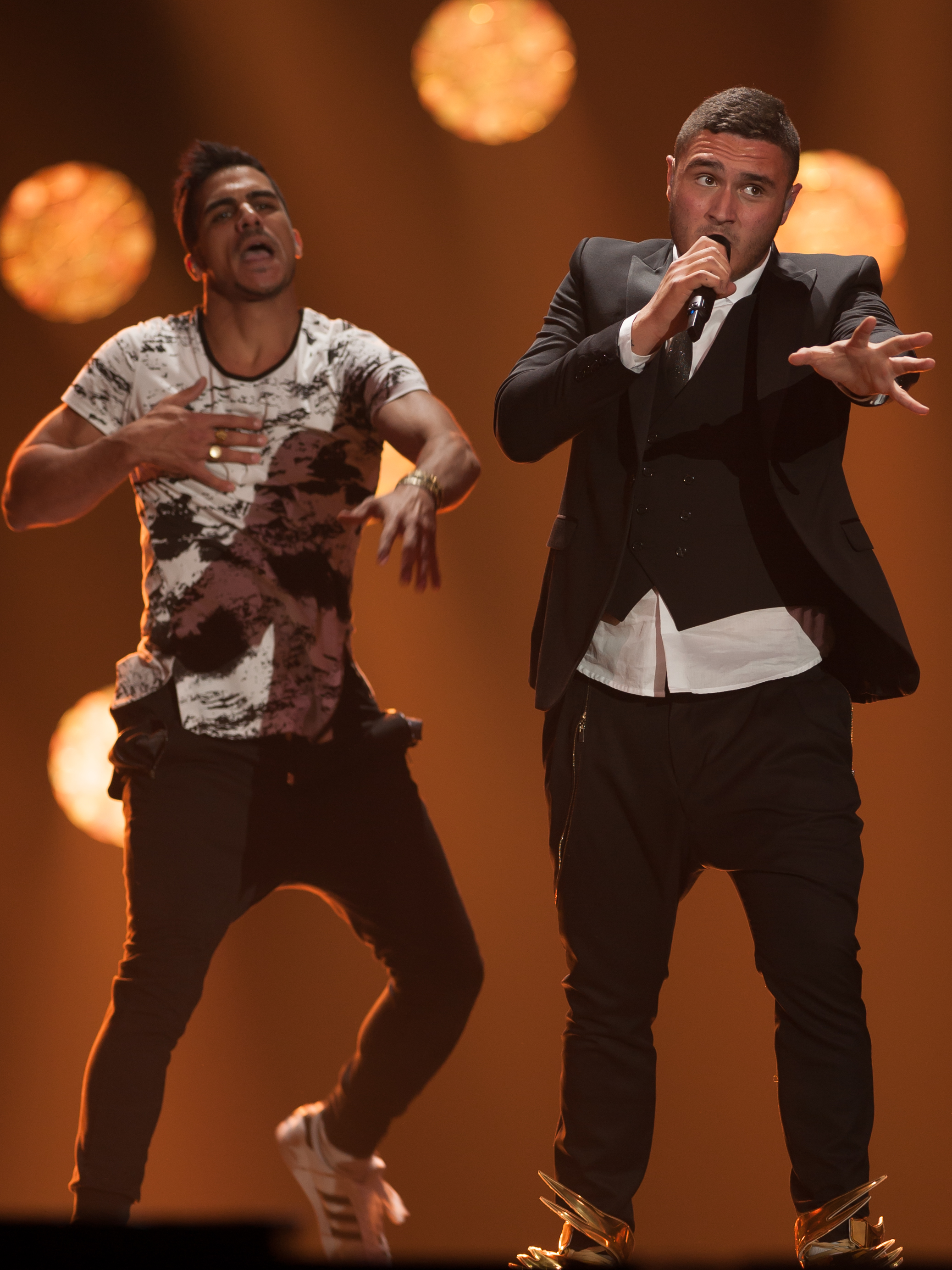
Nadav Guedj a Viena (2015)
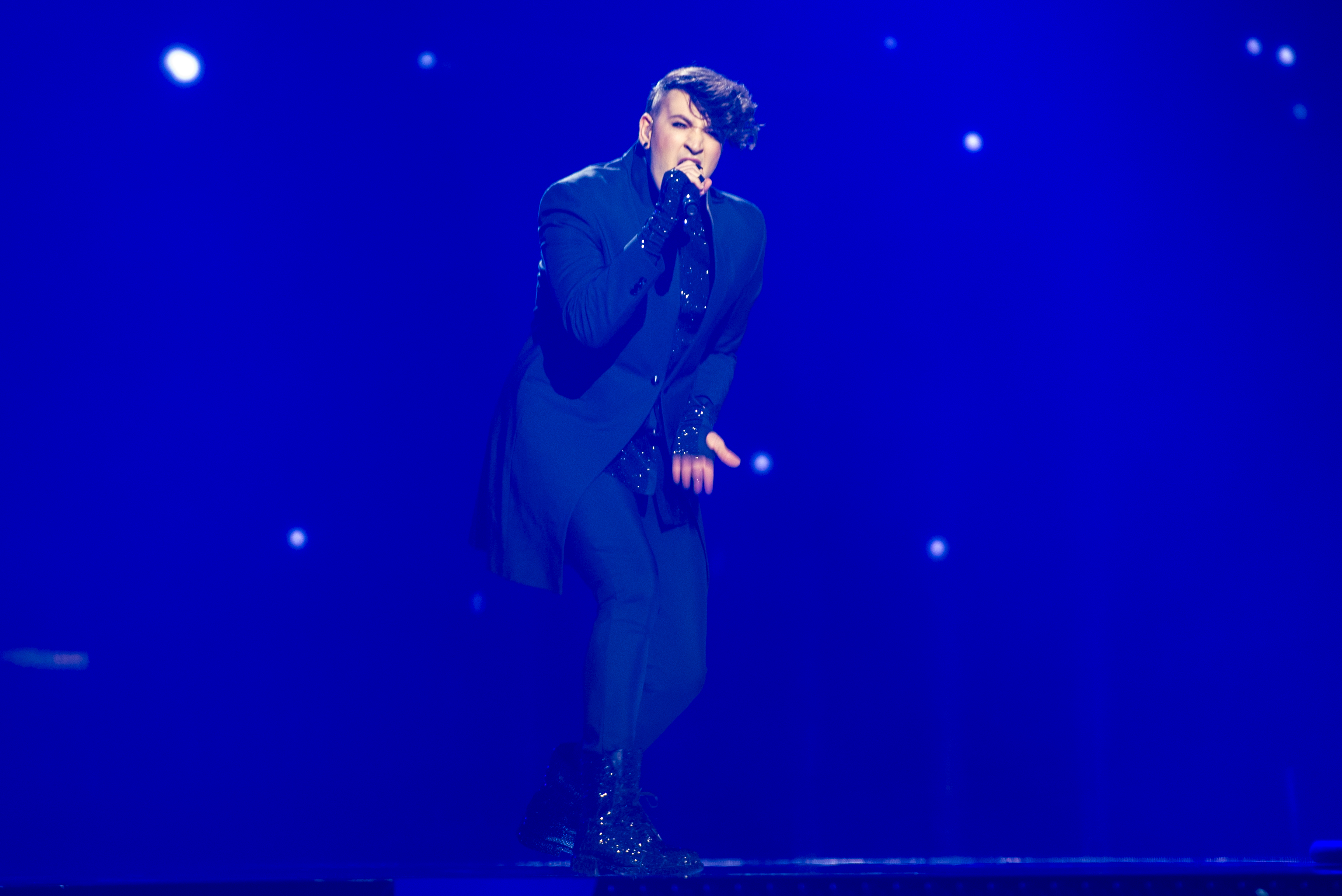
Hovi Star a Estocolm (2016)
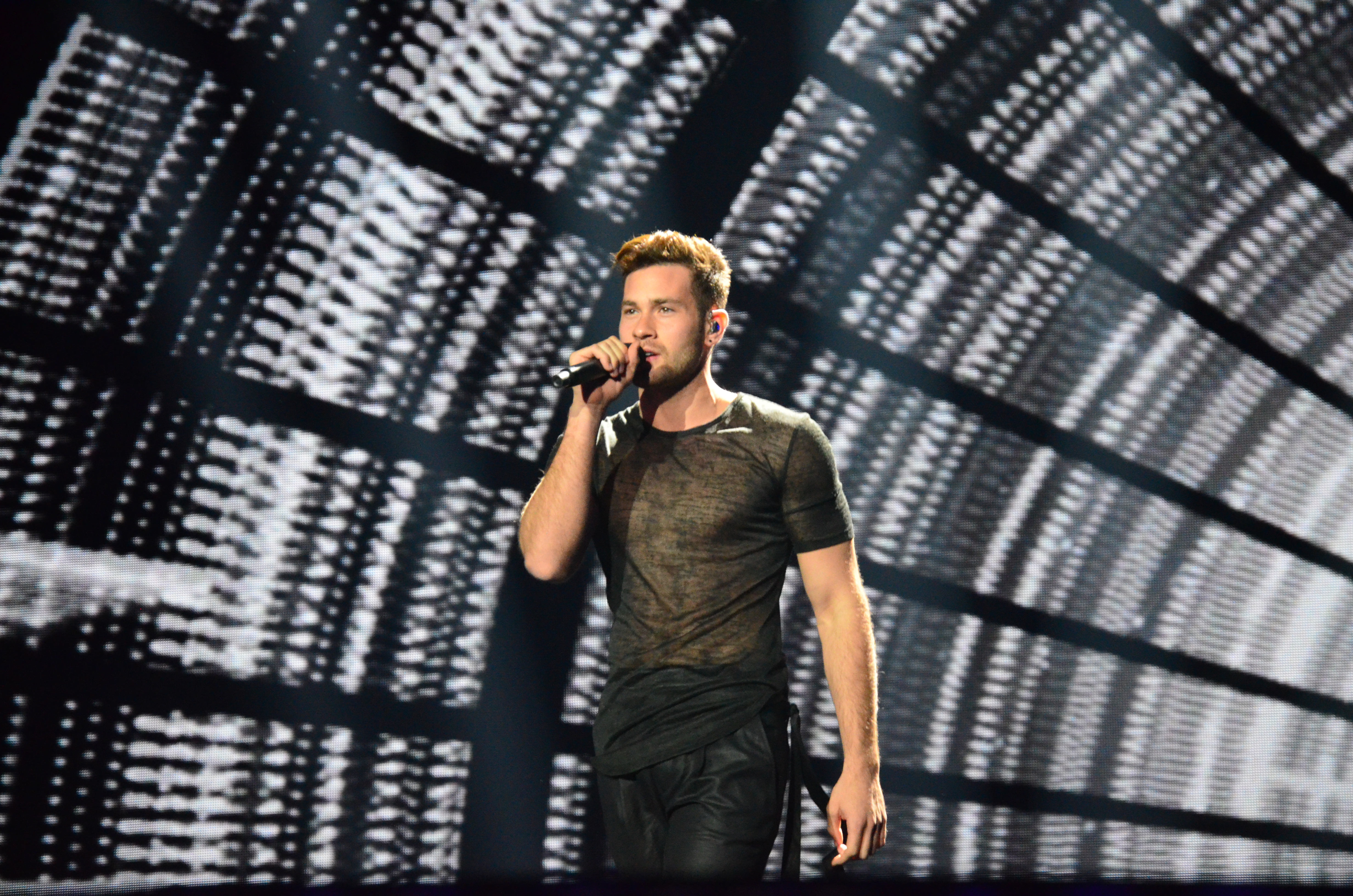
IMRI a Kíev (2017)
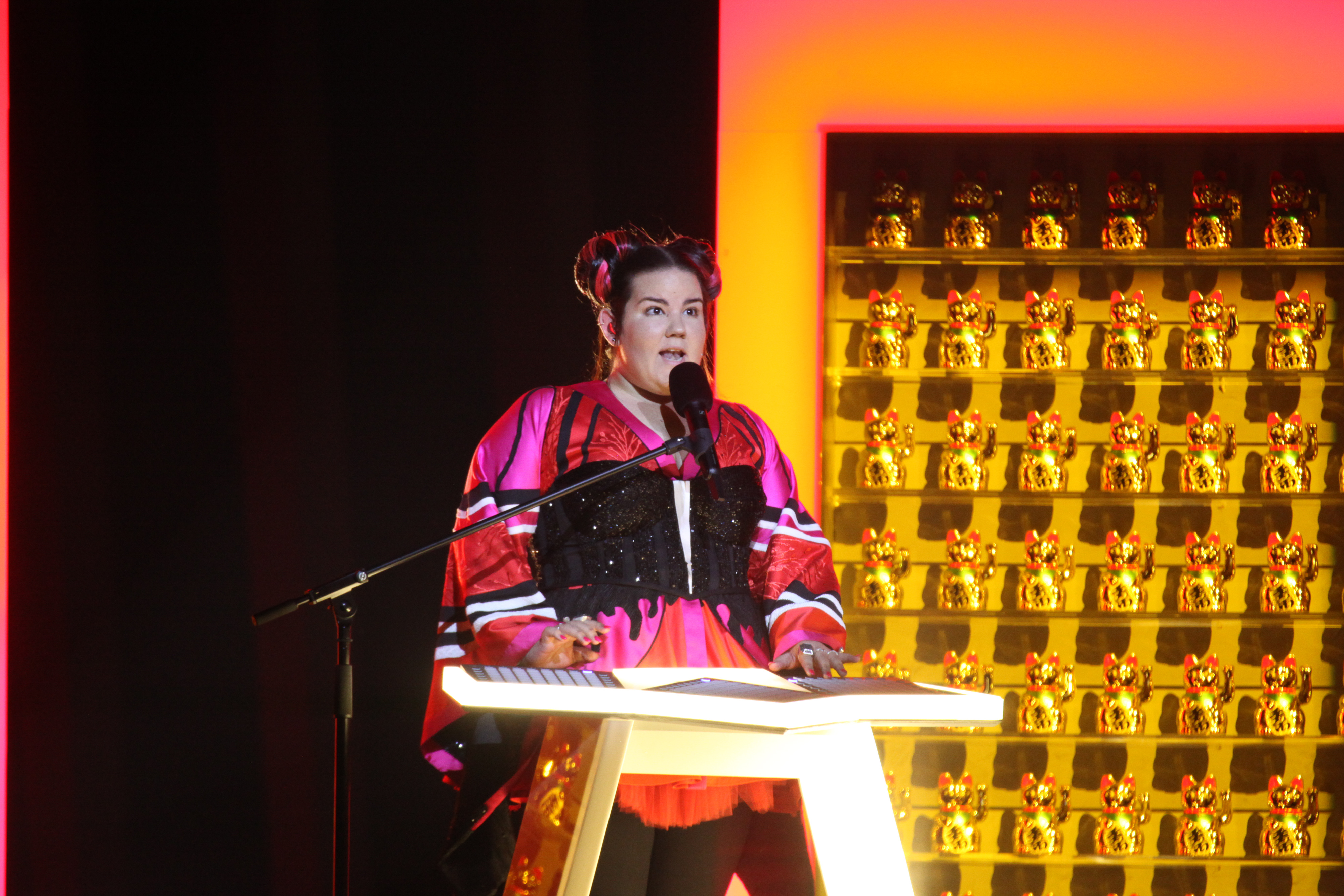
Netta Barzilai a Lisboa (2018)
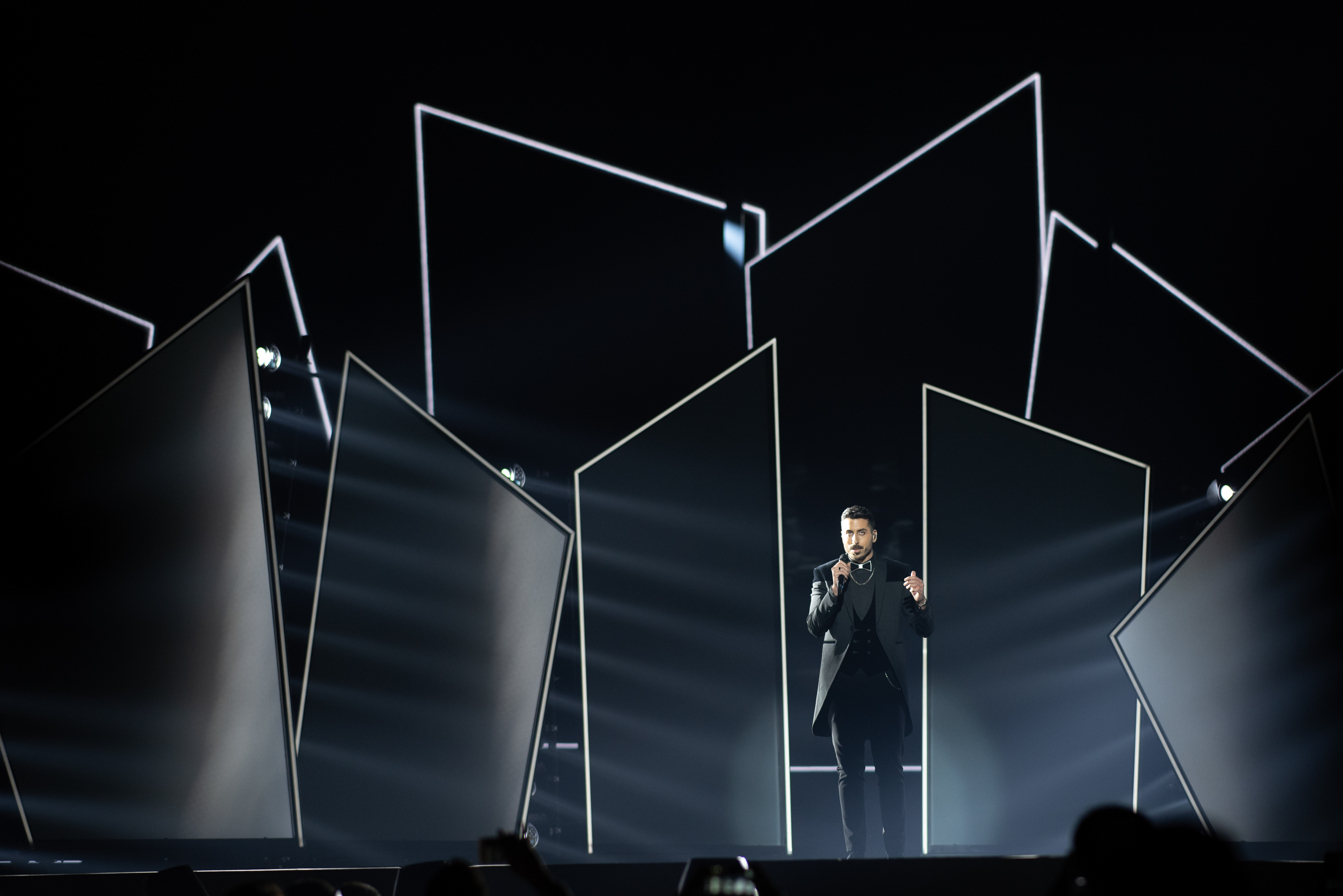
Kobi Marimi a Tel-Aviv (2019)